# 미국 경마 명예의 전당

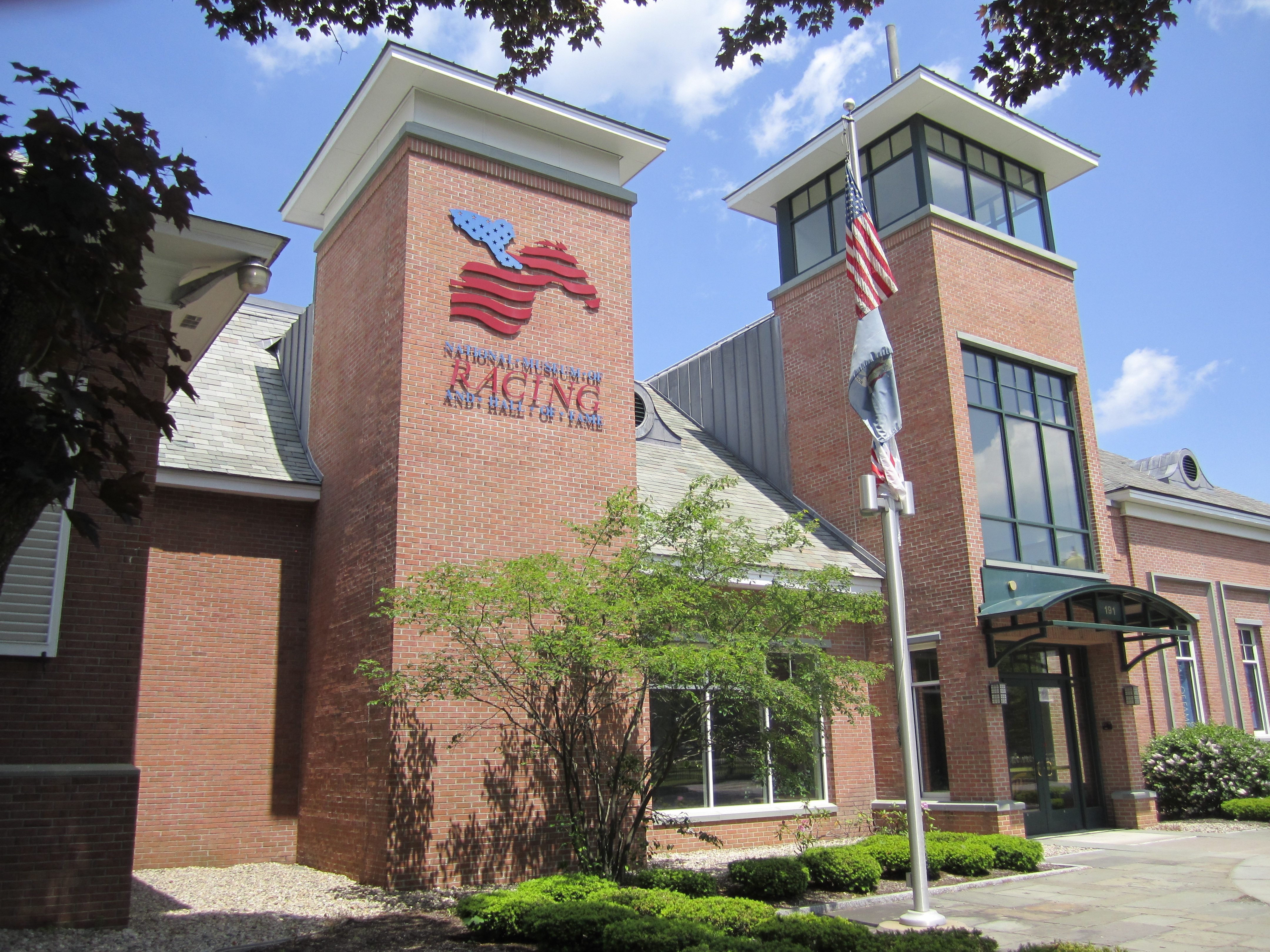

미국 경마 명예의 전당(National Museum of Racing and Hall of Fame)은 미국에서 업적을 남긴 경주마, 기주, 조교사를 기리는 명예의 전당이다. 미국 뉴욕주 새러토가스프링스의 새러토가 경마장에 위치한다.